# Alphonse Kirchhoffer
Simon Alphonse Kirchhoffer (París, 19 de desembre de 1873 – París, 30 de juny de 1913) va ser un tirador d'esgrima francès que va competir a cavall del segle xix i el segle xx. El 1900 va prendre part en els Jocs Olímpics de París, en què guanyà la medalla de plata en la prova de floret professional.